# Optimus鍵盤
Optimus鍵盤是有机发光半导体（OLED）鍵盤，由Art. Lebedev Studio設計。
它的特色是能改變鍵上的圖標，例如按着Shift鍵，鍵盤上的英文字母便會由小楷轉為大楷。它亦能隨活躍的程式而改變：使用PhotoShop時，鍵盤便顯示各種功能的圖標。
鍵盤在2007年3月15日推出，共設有四種版本，最便宜的是462.27美元，但只有空白鍵可以設置，最貴的是1564.37美元，113鍵全部都可以設置。

## 技術規範
這個鍵盤的軀殼以鋁製造，鍵則用塑膠。它的接口使用USB 2.0，不支援FireWire。它可用於Windows和Mac OS X作業系統。
鍵盤除了有一些預設的鍵盤圖標外，亦容許使用者自設顯示的方法、圖案等。
按鍵更會支援動畫和類似於螢幕保護程式的鍵保護程式。
這個鍵盤的使用期估計為4至5年。

## 產品規格
- 大小：537 毫米（長）x 173 毫米（闊）x 38 毫米（高）
- 鍵帽大小：20.2 毫米 x 20.2 毫米

- 可顯示大小：10.1 毫米 x 10.1 毫米
- 解象度：48 x 48
- 更新頻率：每秒10格
- 可顯示色彩數目：65536
- 可視角度：160度

- 連接介面：USB2.0
- 作業系統：Windows及Mac OS X

## 外部連結
- Optimus（页面存档备份，存于）
- Slashdot的報道（页面存档备份，存于）